# كفر زيباد
كفر زيباد هي قرية فلسطينية وتتبع محافظة طولكرم، وتبعد عنها 17كم على ارتفاع 300 م عن سطح البحر، تبلغ مساحة أراضي كفر زيباد حوالي 7085 دونم.

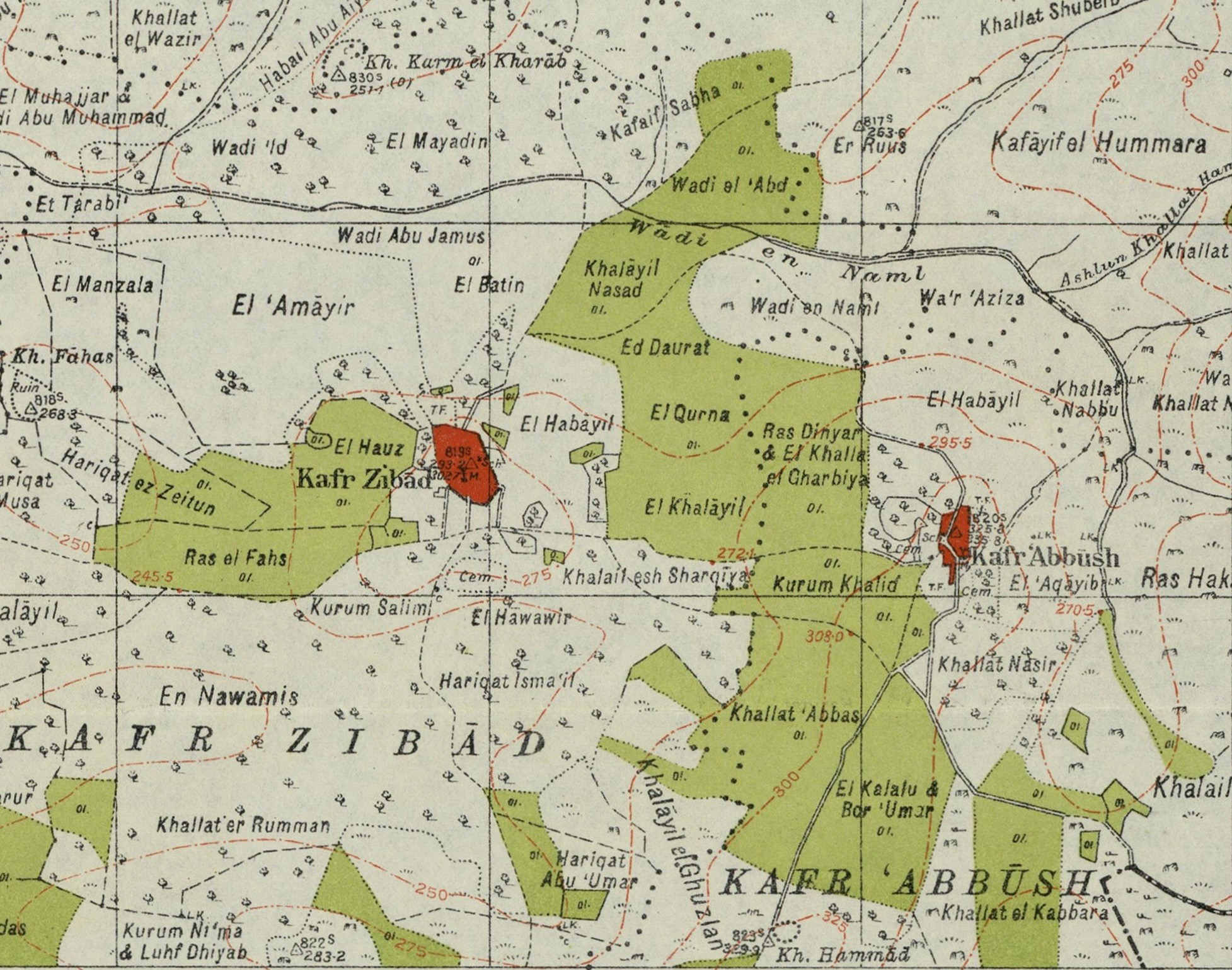
قرية كفر زيباد

## التسمية
يعتقد أن كلمة زيباد جاءت من جزر (زبد) وهي كلمة سامية بمعنى الكرم والعطاء.

## العمارة
يوجد في القرية ثلاثة مساجد إحداها مسجد بني في عهد الانتداب البريطاني، ومدرسة ابتدائية وإعدادية وثانوية، وفيها مركز صحية كاملة، ومركز لرعاية الأمومة والطفولة ومركز شرطة ونادي رياضي وصيدلية.

## التاريخ
تم إكتشاف في قرية كفر زيباد قطع فخارية من العصر البيزنطي ونقش بارز لشمعدان بستة أذرع.

### العصر العثماني
تم ضم القرية وفلسطين بأكملها إلى الدولة العثمانية عام 1517. في عام 1596، ذكرت في سجلات الضرائب باعتبارها جزءًا من ناحية بني صعب في سنجق نابلس. ضمت 50 أسرة مسلمة، وكانوا سكان القرية يدفعون ضريبة ثابتة بنسبة 33.3٪ على منتجات زراعية متنوعة، مثل القمح والشعير والمحاصيل الصيفية وأشجار الزيتون والماعز، بالإضافة إلى "إيرادات عرضية" ورسوم على صحافة زيت الزيتون أو دبس العنب، بإجمالي قدره 10,280 آقجة.
في عام 1838، أشار روبنسون إلى كفر زيباد باعتبارها قرية في قضاء بني صعب، غرب نابلس.
في ستينيات القرن التاسع عشر، منحت السلطات العثمانية القرية قطعة أرض زراعية تسمى غابة كفر زيباد في حدود غابة أرسور (الغابة) السابقة في السهل الساحلي، غربي القرية. وقد شكلت هذه القرية نواة لقرية خربة الزبابدة التي أسسها سكان كفر زيباد.
في عام 1870/1871 (1288 هـ )، أدرج الإحصاء العثماني القرية في ناحية بني صعب.
في عام 1882، أشار مسح فلسطين الغربية الذي أجرته مؤسسة أبحاث فلسطين (PEF) إلى كفر زيباد: "قرية متوسطة الحجم على هضبة صغيرة، تطل على الوادي من الشمال. وهي مبنية من الحجر. صعود شديد، مع وجود صهريج في الشمال، وفي الجنوب حديقة تين، وخلفه بضع أشجار زيتون، حيث نُصبت خيام فريق المسح. بالقرب منها كان هناك قبر منحوت في الصخر ‏ . يتم توفير المياه من الصهاريج."

### عصر الإنتداب البريطاني
في تعداد فلسطين الذي أجرته سلطات الانتداب البريطاني عام 1922، بلغ عدد سكان القرية 260 مسلمًا، وارتفع في تعداد عام 1931 إلى 469 مسلمًا، في 96 منزلًا.

### العصر الإردني
بعد النكبة الفلسطينية عام 1948، وبعد اتفاقيات الهدنة عام 1949، أصبحت كفر زيباد تحت الحكم الأردني.
في عام 1961 بلغ عدد سكان كفر زيباد 643 نسمة. 

### ما بعد 1967
منذ حرب الأيام الستة عام 1967، أصبحت قرية كفر زيباد تحت الاحتلال الإسرائيلي.
بعد أن قامت إسرائيل ببناء الجدار الإسرائيلي في الضفة الغربية، من الأراضي المروية المملوكة لأهالي قرية كفر زيباد معزولة خلف الجدار. إن الوصول إلى هذه الأرض يعتمد على عملية الحصول على التصاريح الإسرائيلية المعقدة.   

## السكان
وبلغ عدد سكانها عام 1922 حوالي 260 نسمة ارتفع إلى 1590 نسمة عام 1945، وبلغ عدد سكانها عام 1967 بعد الاحتلال حوالي 555 نسمة ارتفع إلى 787 نسمة عام 1987 و 1500 نسمة عام 2006 وفيها مجلس قروي يدير شؤونها الإدارية والتنظيمية.

## أعلام بارزون
- عصام كامل السالم (10 يونيو 1938 - 5 سبتمبر 1993)، دبلوماسي فلسطيني.

## وصلات خارجية
- صفحة القرية في موقع فلسطين في الذاكرة